# 1934 w nauce

## Zmarli
- 4 lipca – Maria Skłodowska-Curie, Polka, dwukrotna noblistka (1903 fizyka i 1911 chemia), ur. w 1867 roku

## Nauki przyrodnicze i ścisłe

### Matematyka
- udowodnienie twierdzenia Kołmogorowa o normowaniu przestrzeni liniowo-topologicznych

## Nagrody Nobla
- Fizyka – nie przyznano
- Chemia – Harold Clayton Urey
- Medycyna – George Whipple, George Minot, William Parry Murphy